# Kate Nash
Kate Marie Nash (*6. července 1987 Londýn, Anglie) je britská kytaristka a zpěvačka, držitelka BRIT Awards.
Její debutové album Made of Bricks vydané 6. srpna 2007 se téměř okamžitě stalo jedničkou britských hitparád a bodovalo i v USA (36. místo). Deska byla označena za jeden z nejlepších britských počinů roku 2007 a zároveň byla jako největší překvapení nominována na XFM Awards. Obrovskou popularitu zajistil Kate Nash oblíbený singl „Foundations", jenž obsadil druhé místo britské hitparády, za rok 2007 se stal 17. nejprodávanějším singlem v Anglii (mj. nominován na singl roku v rámci NME Awards). Kate Nash převzala 20. února 2008 na BRIT Awards v Londýně ocenění za nejlepší britskou zpěvačku roku.
V roce 2010 nahrála své druhé album, které se jmenuje My Best Friend Is You. Vyšlo 19. dubna 2010.

## Diskografie

### Studiová alba
- 2007 – Made of Bricks - prodáno již více než 600 000 kopií
- 2010 – My Best Friend Is You
- 2013 – Girl Talk
- 2018 – Yesterday Was Forever
- 2024 – 9 Sad Symphonies

### Singly
- 2007 - „Caroline's a Victim/Birds"
- 2007 - „Foundations"
- 2007 - „Mouthwash"
- 2007 - „Pumpkin Soup"
- 2008 - „Merry Happy"
- 2010 - „Do-Wah-Doo"
- 2010 - „Kiss That Grrrl"
- 2010 - „Later On“
- 2013 - „3AM“
- 2013 - „OMYGOD“
- 2013 - „Fri-End?“
- 2014 - „Sister“